# Henrik Mathiesen
Henrik Mathiesen, född 9 juli 1847 i Strinda, död 8 oktober 1927, var en norsk historiker.
Mathiesen gjorde Trondheims och Trøndelags historia till föremål för sitt specialstudium i en rad skrifter, bland annat Det gamle Trondhjem. By ens historie... 997–1152 (1897), Trondhjem i borgerkrigene. Byens historie 1152–1263 (1902) och Trondhjem i den senere middelalder. Byens historie efter 1263 (1910 och senare) och Steinvikholms slot og dets bygherre (1906).
Mathiesen uppgjorde en stor mängd skisser och planer till egna arbeten, till Ole Andreas Øverlands "Norges historie" och till andra historiska och topografiska verk. Olofsfestens återinförande beror först och främst på hans initiativ.